# امیلیانو ملیس
امیلیانو ملیس (انگلیسی: Emiliano Melis؛ زادهٔ ۳ مارس ۱۹۷۹) بازیکن فوتبال اهل ایتالیا است.
از باشگاه‌هایی که در آن بازی کرده‌است می‌توان به باشگاه فوتبال کالیاری، باشگاه فوتبال آلساندریا، باشگاه فوتبال بنونتو، و باشگاه فوتبال پیستویزه اشاره کرد.